# Turbomeca Astazou

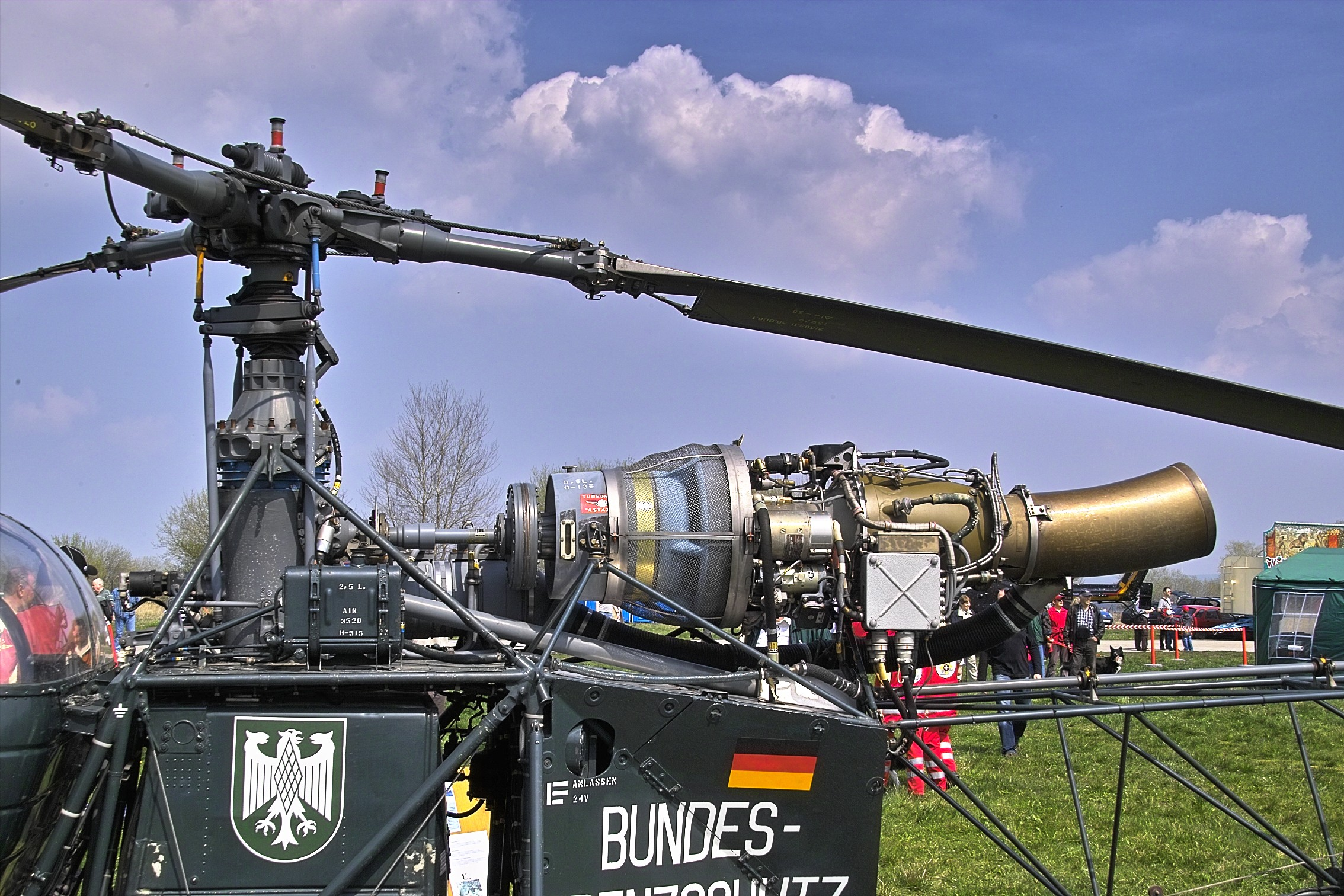
Un Turboméca Astazou II AF di un Aérospatiale SA 318 C Alouette II.

La Turbomeca Astazou è una gamma di motori aeronautici turboelica e turboalbero prodotti dall'azienda francese Turbomeca
La versione originale venne introdotta nel 1957 e sviluppava una potenza di 240 kW (320 shp) a 40 000 giri/min per 110 kg di peso.
L'Agusta ne produce una versione semplificata denominata Turbomeca-Agusta TAA.230.

## Applicazioni
(lista parziale)

### Ala fissa (turboelica)
- Air Metal AM-C 111
- FMA IA-58 Pucará
- Handley Page Jetstream
- Mitsubishi MU-2
- Potez 840
- Short SC.7 Skyvan

### Ala rotante (turboalbero)
- Aérospatiale Gazelle
- Agusta A105
- Agusta A106
- Agusta A115
- Eurocopter Dauphin